# 周光耀
周光耀（1935年12月13日－），为中国工程院院士，无机化学工程专家。浙江省鄞县人。1954年毕业于杭州化工学校（今浙江工业大学）无机物工艺专业。1961年毕业于大连工学院（今大连理工大学）。
1995年，当选为中国工程院院士。